# フェルナンド・ハラ
フェルナンド・ハラ（Fernando Jara、1987年12月18日 - ）はアメリカ合衆国の騎手。パナマ共和国エレーラ州（en:Herrera Province）生まれ。
祖父、父が騎手、調教師という競馬一家の生まれ。15歳の時にパナマで騎手となり、2003年にアメリカ合衆国に移り、2006年にはシェイク・ハムダン代表の馬主組織であるシャドウェルレーシングの所有馬に騎乗すると、ジャジルで同年6月のベルモントステークスを優勝、ウルグアイからの移籍馬インヴァソールでは同年11月のブリーダーズカップクラシック、2007年3月のドバイワールドカップを優勝した。ブリーダーズカップクラシック優勝時は18歳9ヶ月、ドバイワールドカップは19歳3ヶ月というともに競走史上最年少での勝利である。